# 藏橐吾
藏橐吾（学名：Ligularia rumicifolia）为菊科橐吾属的植物，是中国的特有植物。分布于尼泊尔以及中国大陆的西藏等地，生长于海拔3,700米至4,500米的地区，多生于灌丛、林下、湖北及山坡，目前尚未由人工引种栽培。